# دائرة سانت مارك
دائرة سانت مارك هي إحدى الدوائر الخمس في إدارة أرتيبونيت في هايتي. تتبعها أربعة بلديات. يبلغ عدد سكانها 268,499 نسمة حسب احصائيات أغسطس 2003، رمزها البريدي بالرقم 43.
تتكون الدائرة من البلديات التالية:
- سان مارك
- لا شابيل
- فيريت
- مونتروي